# マリア・デ・ラ・セルダ

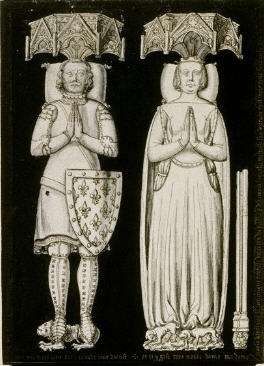
マリアと2番目の夫シャルル2世

マリア・デ・ラ・セルダ（スペイン語：María de La Cerda y de Lara, フランス語：Marie de la Cerda y de Lara, 1319年 - 1375年3月13日）は、フェルナンド2世・デ・ラ・セルダとその妃フアナ・ヌニェス・デ・ララの間の末娘。カスティーリャ王国ブルゴーニュ朝の一族である。2番目の結婚によりアランソン伯妃となった。

## 生涯
マリアはフェルナンド2世・デ・ラ・セルダとその妃フアナ・ヌニェス・デ・ララの間の末娘である。マリアが3歳のとき父フェルナンド2世が死去し、その29年後の1351年に母フアナも死去した。
1335年4月にポワシーでエタンプ伯シャルルと結婚した。たった1年の結婚生活であったが、双子の男子をもうけた。1336年9月5日、マリアが17歳のときに夫シャルルは死去した。
最初の夫の死から3ヶ月後に、マリアはアランソン伯シャルル2世と再婚した。この結婚は双方とも再婚であり、シャルル2世は前年に最初の妃ジャンヌ・ド・ジョワニーと死別していた。結婚の9年後、シャルル2世はクレシーの戦いで戦死した。
マリアは1375年3月13日にパリで死去し、パリにあったサン＝ジャック通りのジャコバン修道院（現在は破壊されている）の2番目の夫の隣に埋葬された。2人の彫像は現在はサン＝ドニ大聖堂に置かれている。

## 子女
エタンプ伯シャルルとの間に双子の男子をもうけた。
- ルイ（1336年 - 1400年）[1] - エタンプ伯、ウー伯ラウール1世の娘ジャンヌ（1389年没）と結婚
- ジャン（1336年 - 1373年以降、ローマ）[1]

アランソン伯シャルル2世との間に以下の子女をもうけた。
- シャルル3世（1337年 - 1375年）[1] - アランソン伯（1346年 - 1361年）、のちリヨン大司教（1365年 - 1375年）
- フィリップ（1338年 - 1397年）[1] - ボーヴェ司教、ルーアン大司教（1359年 - 1375年）、枢機卿
- ピエール2世（1340年 - 1404年） - アランソン伯（1361年 - 1404年）
- イザベル（1342年 - 1379年9月3日、ポワシー）[1] - 修道女
- ロベール（1344年 - 1377年）[1] - ペルシュ伯（1346年 - 1377年）